# Таксиарх
Таксиа́рх (др.-греч. Ταξίαρχος) — в Древних Афинах второй после стратегов военный чин. 

## Античность
Таксиархи командовали отдельными полками (τάξεις) тяжёлой пехоты и были подчинены стратегам. Их было 10, по числу фил. Подобно стратегам и гиппархам, таксиархи избирались на должность в народном собрании посредством хиротонии. Помимо командования, они заведовали экономической частью в войсках, составляли вместе со стратегами военный совет и были вообще ближайшими помощниками последних при исполнении военных, административных и судебных функций. В мирное время они помогали стратегам вербовать войско и составляли вместе с демархами призывные списки 
(κατάλογοι).

## Современность
В современной Греции ранг таксиарха введен в 1946 г. в армии и ВВС, и соответствует бригадному генералу и бригадиру стран НАТО. В полиции звание таксиарха введено в 1984 г.

## Знаки различия

Погон таксиарха армии, 1946–1959 гг.
Погон таксиарха армии, 1959–1968 гг.
Погон таксиарха армии, с 1975 г.
Погон таксиарха авиации, с 1946 г.
Погон таксиарха полиции, с 1984 г.